# Samsung Galaxy Note 9
Samsung Galaxy Note 9 – smartfon przedsiębiorstwa telekomunikacyjnego Samsung Electronics z serii Galaxy Note. Telefon został zaprezentowany 9 sierpnia 2018 roku jako następca Samsunga Galaxy Note 8. Został nagrodzony nagrodą „Najlepszy Telefon Roku” przez Consumer Reports. Przed premierą Galaxy Note 9 można było kupić wiarygodne podróbki telefonu.
Cena telefonu w dniu wejścia do sprzedaży została ustalona na 4299 zł za wariant 6/128 GB oraz 5399 zł za wariant 8/512 GB.

## Historia
Wiele funkcji Galaxy Note 9 wyciekło przed oficjalną premierą, w tym S-Pen. 27 czerwca 2018 roku Samsung wysłał zaproszenia na kolejne wydarzenie „Unpacked”, pokazując złoty rysik S Pen. Zgodnie ze zwiastunem został on ogłoszony w dniu 9 sierpnia 2018 roku.
15 lipca 2018 roku opublikowano zdjęcie przedstawiające dyrektor generalny Samsunga Koh Dong-Jin trzymającego Galaxy Note 9.
2 sierpnia 2018 roku opublikowano w Rosji zdjęcie pudełka Samsung Galaxy Note 9.

## Wygląd zewnętrzny oraz wykonanie[9]
Tylny panel i ekran wykonane są ze szkła Corning Gorilla Glass 5. Rama telefonu jest wykonana z błyszczącego aluminium.
Na tylnej obudowie umieszczona jest latarka.
Konstrukcja smartfona jest podobna do Galaxy Note 8.
Galaxy Note 9 posiada ochronę przed zalaniem i pyłami zgodnie ze standardem IP68.
Na dole urządzenia znajduje się USB-C, głośnik, mikrofon, gniazdo słuchawkowe (jack 3,5 mm) oraz schowek na rysik S-Pen, natomiast na górnej krawędzi znajduje się drugi mikrofon oraz tacka na karty. Po lewej stronie znajduje się przycisk do regulacji głośności oraz przycisk Bixby, natomiast na prawej stronie znajduje się tylko przycisk zasilania.
Smartfon jest sprzedawany w 6 kolorach: czarnym (Midnight Black), niebieskim (Ocean Blue), fioletowym (Lavender Purple), brązowym (Metallic Copper) oraz niedostępne oficjalnie w Polsce szary (Cloud Silver) i biały (Alpine White).

## Specyfikacja techniczna[12][13]

### Wyświetlacz
Telefon wyposażony jest w wyświetlacz 6,4-calowy Super AMOLED QHD+ (2960 × 1440 px, 514 ppi) o proporcjach 18,5:9.

### Aparat
Samsung Galaxy Note 9 posiada dwa aparaty: główny o rozdzielczości 12 MP 26 mm z przysłoną f/1.5-f/2.4, dodatkowe informacje: 1/2.55", 1.4µm, dual pixel PDAF, optyczna stabilizacja obrazu oraz tele 12 MP 52 mm z przysłoną f/2.4, dodatkowe informacje: 1/3.4", 1.0µm, AF, OIS, 2-krotne przybliżenie, optyczna stabilizacja obrazu. Funkcje: dioda doświetlająca LED, auto-HDR, panorama
Z przodu telefonu umieszczony jest przedni aparat o rozdzielczości 8 MP 25 mm z przysłoną f/1.7, dodatkowe informacje: 1/3.6", 1.22μm, AF. Funkcje: Auto-HDR.
Tylne kamery mogą nagrywać wideo do 4K przy 60 fps, natomiast przedni do 1440p przy 30 fps.

### Pamięć
Telefon jest wyposażony w 6 GB lub 8 GB pamięci RAM (zależnie od wersji) oraz 128 GB lub 512 GB pamięci wewnętrznej, którą można rozszerzyć za pomocą karty microSD o pojemności do 512 GB.

### Bateria
Note 9 posiada baterię litowo-polimerową z pojemnością 4000 mAh.

### Oprogramowanie
Note 9 jest wyposażony w system Android 8.1 „Oreo” z Samsung Experience 9.5 z możliwością aktualizacji do Androida 10 z One UI 2.5. Telefon ma również Samsung Knox, który zwiększa bezpieczeństwo systemu i urządzenia. Aktualne poprawki zabezpieczeń dla telefonu zostały wydane 13 sierpnia 2022 roku i są datowane na 1 lipca 2022.

### Procesor
Samsung Exynos 9810 przeznaczony na resztę świata z zegarem procesora 2,7 GHz (4x2.7 GHz Cortex-A55 & 4x1.8 GHz Mongoose M3). Jest on w 10nm procesie litograficznym. Procesor posiada 8 rdzeni oraz układ graficzny Mali-G72 MP18.
Qualcomm Snapdragon 845 przeznaczony na rynek Ameryki Północnej, Chiński, Hongkongu, Japonii i Ameryki Łacińskiej z zegarem procesora 2,8 GHz (4x2.8 GHz Kryo 385 Gold & 4x1.7 GHz Kryo 385 Silver). Jest on w 10nm procesie litograficznym. Procesor posiada 8 rdzeni oraz układ graficzny Adreno 630.

### S-Pen[15]
Największą zmianą Galaxy Note 9 w porównaniu do Galaxy Note 8 jest rysik S-Pen. S-Pen ma teraz funkcję Bluetooth. Rysik ma teraz możliwość dotknięcia przycisku (przytrzymaj, pojedynczy lub podwójny), aby wykonać zadanie, takie jak poruszanie się do przodu lub do tyłu w prezentacjach lub robienie zdjęć na odległość.

### Inne informacje
Note 9 posiada czytnik linii papilarnych umieszczony z tyłu obudowy, funkcję rozpoznawania twarzy oraz skaner tęczówki oka. Można umieścić w nim dwie karty SIM, w ramach „dual SIM”. Wspiera ładowanie indukcyjne ze standardem PMA & Qi oraz szybkie ładowanie (Fast Charging) do 15W. Telefon posiada akcelerometr, Always On Display czujnik światła, czujnik zbliżeniowy, magnetometr, efekt Halla oraz żyroskop, barometr, dioda powiadomień, czujnik pracy serca, czujnik nacisku oraz Samsung DeX.

### Testy syntetyczne
- AnTuTu: 248823 (v7), 315447 (v8)
- GeekBench: 9026 (v4.4), 2092 (v5.1)
- GFXBench: 15fps (ES 3.1 onscreen)